# Montluçon Rugby
Ne doit pas être confondu avec le Stade montluçonnais, club disparu en 2005.
Ne doit pas être confondu avec le Ovalie club Montluçon, club créé en 2016.
Maillots
Le Montluçon Rugby est un club français de rugby à XV basé à Montluçon.
Le club disparaît après la saison 2015-2016, après avoir fait l'objet d'une liquidation judiciaire.

## Histoire

### Débuts du rugby à Montluçon
Parmi les premiers clubs permettant la pratique du rugby à Montluçon, on retrouve l'Union sportive montluçonnaise née en 1903 et le Sporting Club montluçonnais né en 1921. Ces deux entités fusionnent en 1941 en tant que Stade montluçonnais, qui évolue en première division à la fin des années 1940, puis à la fin des années 1960,.
Le club des Ilets sports montluçonnais est quant à lui créé en 1944,.

### Naissance du club
En 2005, le Stade montluçonnais et les Ilets sports montluçonnais fusionnent pour donner naissance au Montluçon Rugby.

### De 2005 à 2016
Le club monte en Fédérale 1 et mais redescend à la fin de la saison 2006/2007. Le club remonte lors de la saison 2008/2009 en 1re division fédérale pour sa remontée il finit sixième du classement (poule 2) et Qualifié pour les Play-dow mais se fait éliminer en demi-finale de la phase finale par L'Amicale sportive vauréenne.
Toujours en Fédérale 1 lors de la saison 2009-2010, le club finit quatrième du classement derrière le Rugby Club Massy Essonne , Montluçon est qualifié pour le Trophée Jean-Prat mais se fait éliminer par le Club athlétique Périgueux Dordogne en huitième de finale.
En 2010-2011 le club évolue Fédérale 1 le club termine cinquième du championnat derrière le Stade dijonnais Côte d'Or, pas qualifié pour les huitièmes le club reste dans la même division. La saison suivante il stabilise à la même place (5e), derrière l'AS Mâcon.
En 2013-2014, le club termine huitième à deux points de la zone relégation devant Rugby athlétic club angérien. (Le club était pénalisé de 10 points en début de saison pour comptes non conformes).
Lors de la saison 2014-2015, le club finit bien classé à la quatrième place mais il est relégué financièrement par la DNACG en Fédérale 2 pour la saison 2015-2016, malgré sa participation aux huitièmes de finale du championnat de France de Fédérale contre Provence rugby
Pendant la saison 2015-2016, le club atteint les huitièmes de finale du championnat et se fait battre par le Stade nantais au match aller à domicile (24-25) et au match retour (12-22).

### 2016: disparition du club
Pendant l'intersaison 2016, le Montluçon Rugby accuse un déficit de 212 000 euros ; le club décide alors de déposer le bilan en août 2016 sans possibilité de poursuite des activités. L'acte officiel de dépôt de bilan et de liquidation judiciaire sera quant à lui différé à la suite d'irrégularités dans la gestion du club,.
Afin de pérenniser la pratique du rugby à Montluçon, un nouveau club est créé à l'initiative de quatre personnes : le Ovalie club Montluçon voit ainsi le jour quelques semaines après la cessation d'activité du Montluçon Rugby. La création est officiellement reconnue par la Fédération française de rugby en tant que nouveau club lors du comité directeur du 9 septembre 2016.

## Bilan saison par saison
- 2005-2006 : Fédérale 2
- 2006-2007 : Fédérale 1
- 2007-2008 : Fédérale 2
- 2008-2009 : Fédérale 1
- 2009-2010 : Fédérale 1
- 2010-2011 : Fédérale 1
- 2011-2012 : Fédérale 1
- 2012-2013 : Fédérale 1
- 2013-2014 : Fédérale 1
- 2014-2015 : Fédérale 1
- 2015-2016 : Fédérale 2

## Couleurs
Les couleurs du Montluçon Rugby étaient le noir et le blanc.

## Anciens joueurs
- Masalosalo Tutaia
- Raphaël Chanal
- David Barrier
- Claude Dry
- Lou Bouhraoua
- Clément Médina
- Bastien Sipielski
- Denis Cabreton
- Martin Worthington
- Mirko Lozupone
- Anthony Bourgeois
- Kevin Senio
- Gavin Williams
- Guillaume Bergos
- Adrien Falières
- Alan Williams
- Christophe Debaty
- Elizbar Kuparadze
- Jonathan Torres
- Levan Datunashvili
- Yassine Saaoui
- Revaz Gigauri